# Orlandina Basket
Maillots
L'Orlandina Basket est un club italien de basket-ball fondé en 1978 et basé dans la ville de Capo d'Orlando, en Sicile. Le club évolue en serie A2, la deuxième division du championnat, sous la dénomination Upea Capo d'Orlando.

## Historique

### Nom sponsorisé
- 1996-1997 : Fiat Vinci
- 1997-1998 : Nebrodi Gas
- 1998-2007 : Upea
- 2007-2008 : Pierrel
- 2009-2015 : Upea
- 2015- : Betaland

## Palmarès
| Compétitions nationales | Compétitions internationales |
| - Championnat d'Italie de D2 : - Vainqueur (1) : 2005. - Coupe d'Italie de D2 : - Vainqueur (1) : 2005. - Coupe d'Italie de D3 : - Vainqueur (1) : 2010. | - Néant                      |

## Joueurs et personnalités du club

### Entraîneurs
Le tableau suivant présente la liste des entraîneurs du club depuis 1996.
| Rang | Nom                | Période             |
| ---- | ------------------ | ------------------- |
| 1    | Maurizio Cucinotta | 1996-1999           |
| 2    | Giovanni Papini    | 1999-2000           |
| 3    | Tony Trullo        | 2000                |
| 4    | Giovanni Papini    | août 2000-déc. 2000 |
| 5    | Franco Gramenzi    | déc. 2000-2001      |

| Rang | Nom                   | Période              |
| ---- | --------------------- | -------------------- |
| 1    | Massimo Magri         | 2001-janv. 2002      |
| 2    | Gianni Lambruschi     | janv. 2002-déc. 2002 |
| 3    | Franco Marcelletti    | déc. 2002-2003       |
| 4    | Federico Pasquini     | 2003-janv. 2004      |
| 5    | Francesco Ponticiello | janv. 2004-2004      |

| Rang | Nom                  | Période         |
| ---- | -------------------- | --------------- |
| 1    | Giovanni Perdichizzi | 2004-2007       |
| 2    | Romeo Sacchetti      | 2007-2008       |
| 3    | Giuseppe Condello    | 2009-sept. 2011 |
| 4    | Giovanni Perdichizzi | sept. 2011-2012 |
| 5    | Massimo Bernardi     | 2012-nov. 2012  |

| Rang | Nom                | Période             |
| ---- | ------------------ | ------------------- |
| 1    | Gianmarco Pozzecco | nov. 2012-2014      |
| 2    | Giulio Griccioli   | 2014-déc. 2015      |
| 3    | Gennaro Di Carlo   | déc. 2015-avr. 2018 |
| 4    | Andrea Mazzon      | avr. 2018-juin 2018 |
| 5    | Marco Sodini       | 2018-               |

### Joueurs emblématiques
- Gianluca Basile
- Vincenzo Esposito
- Alessandro Fantozzi
- Andrea Pecile
- Gianmarco Pozzecco
- Matteo Soragna
- Sandro Nicević
- Tamar Slay
- Charles Judson Wallace
- Samuel Mejia